# Mesorhabditis irregularis
Mesorhabditis irregularis är en rundmaskart. Mesorhabditis irregularis ingår i släktet Mesorhabditis och familjen Rhabditidae. Inga underarter finns listade i Catalogue of Life.